# Peter Kalchthaler

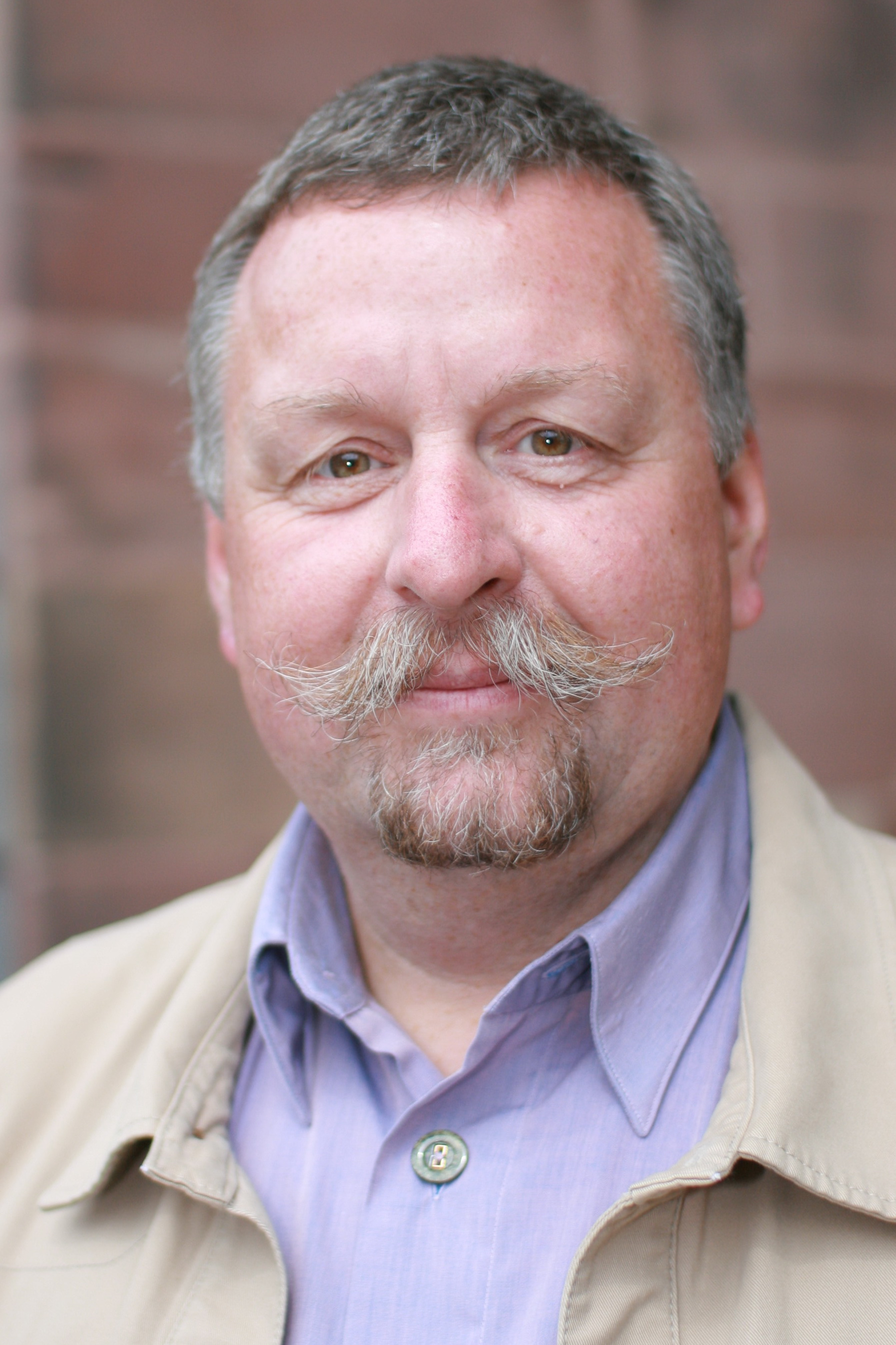
Peter Kalchthaler vor dem Freiburger Münster im Juni 2011

Peter Kalchthaler (* 1. Juni 1956 in Freiburg im Breisgau) ist ein deutscher Kunsthistoriker.

## Leben und Wirken
Peter Kalchthaler ist der Sohn des Freiburger Bäckermeisters und Stadtrats Alfred Kalchthaler (1930–2016). Während seiner Schulzeit war Peter Kalchthaler bereits als Fremdenführer für das Freiburger Verkehrsamt tätig. Nach seinem Abitur am Freiburger Rotteck-Gymnasium und dem Wehrdienst in Immendingen studierte er Kunstgeschichte, Anglistik, Germanistik und Volkskunde an der Universität Freiburg und erwarb 1984 mit einer Arbeit über Neu-Birnau am Bodensee den Grad eines Magister artium. Ab 1984 war er wissenschaftlicher Angestellter am Augustinermuseum und seit 1994 Leiter der Abteilung Museum für Stadtgeschichte im Wentzingerhaus am Münsterplatz. Im Augustinermuseum war Peter Kalchthaler zuständig für die Sammlungsbereiche Stadtgeschichte, Waffen und unedle Metalle. Seit 2013 war er Stellvertreter von Direktor Tilmann von Stockhausen. Nach dessen Wechsel zu den Lübecker Museen übernahm er im Oktober 2022 als kommissarischer Direktor die Leitung des Augustinermuseums bis zum Dienstantritt der neuen Leitenden Direktorin Jutta Götzmann am 15. März 2023. Seit dem 1. April 2023 ist er im Ruhestand.
Peter Kalchthaler hat Bücher und Beiträge zur Architektur- und Kunst- und Kulturgeschichte Freiburgs und der Region sowie zur Geschichte und Theorie der schwäbisch-alemannischen Fastnacht veröffentlicht und schreibt zu diesen Themen regelmäßig für die Badische Zeitung. Von 1987 bis zu dessen Einstellung 2011 zählte er zum festen Autorenteam des Freiburger Almanach. Mit Lehraufträgen war er regelmäßig für das Sprachlehrinstitut der Universität Freiburg, für das Bildungswerk der Erzdiözese Freiburg und für die Volkshochschule Freiburg tätig. Er hält Vorträge zu Themen der Stadt- und Regionalgeschichte und konzipiert und leitet wissenschaftliche Studienreisen in verschiedene mitteleuropäische Städte und Regionen.
Peter Kalchthaler ist verheiratet und hat zwei erwachsene Söhne. Er ist aktives Mitglied bei den „Fasnetrufern“, einer Freiburger Narrenzunft und in deren Vorstand. In der Freiburger Fasnet trat er von 1973 bis 2004 zusammen mit Jürgen Hack im musikalischen Duo „Hackepeter“ auf. Als politischer Büttenredner schlüpft er seit 1984 in die Figur des „Magister Bertold Schwarz“. Die Breisgauer Narrenzunft ernannte ihn als Oberzunftrat zum Ehrenmitglied.
Peter Kalchthaler war von 1987 bis 1994 Vorsitzender des „Bürgervereins Oberwiehre-Waldsee e. V.“ und von 1989 bis 1995 Vorsitzender der „Arbeitsgemeinschaft Freiburger Bürger-, Lokal- und Ortsvereine“. Er ist weiterhin ehrenamtlich tätig als Präsidiumsmitglied des Freiburger Münsterbauvereins e. V., als Vorstandsmitglied der „Freiburger Münsterstiftung“, als Geschäftsführer im Vorstand des „Kuratoriums Freiburger Schloßberg e. V.“, als Vorsitzender des „Fördervereins Freiburger Fasnetmuseum e. V.“ und als Vizepräsident der Vereinigung „Auf den Spuren der Habsburger / Via Habsburg“. 2006 wurde er zum Mitglied des Alemannischen Instituts Freiburg berufen. Seit 2022 ist er Vorstandsmitglied im Landesverein Badische Heimat e. V. Im Dezember 2020 verlieh ihm Regierungspräsidentin Bärbel Schäfer die Heimatmedaille des Landes Baden-Württemberg.

## Veröffentlichungen (Auswahl)
- Freiburger Wege, Straßennamen mit Geschichte. Rombach Verlag, Freiburg: Band 1, 1998, ISBN 3-7930-0882-7; Band 2, 1999, ISBN 3-7930-9204-6.
- mit Walter Preker (Hrsg.): Freiburger Biographien. Promo Verlag, Freiburg 2002, ISBN 3-923288-33-6.
- Kleine Geschichte der Stadt Freiburg. Eine kommentierte Chronik. 2. erweiterte Auflage. Rombach Verlag, Freiburg 2004, ISBN 3-7930-9395-6.
- Freiburg und seine Bauten. Ein kunst-historischer Stadtrundgang. 4. neu bearbeitete Auflage. Promo Verlag, Freiburg 2006, ISBN 3-923288-45-X.
- mit Hans Sigmund: Hexen, Lalli, Flecklehäs. Ein Führer durch die Freiburger Fasnet. Verlag Herder, Freiburg 2007, ISBN 978-3-451-23071-4.
- mit Bertram Jenisch: „Weihrauch und Pulverdampf“. 850 Jahre Stadtgeschichte im Quartier Unterlinden. Begleitbuch zur Ausstellung in der Meckel-Halle, Sparkasse Freiburg und im Archäologischen Landesmuseum Konstanz (= Archäologische Informationen aus Baden-Württemberg, Heft 64) Esslingen 2011, ISBN 978-3-942227-06-3.
- Kleine Freiburger Stadtgeschichte. 3. aktualisierte Auflage. Verlag Friedrich Pustet, Regensburg 2021, ISBN 978-3-7917-2009-8.
- mit Hans W. Hubert (Hrsg.): Freiburger Münster – Kunstwerk und Baustelle. (= Schriftenreihe Münsterbauverein  5). Rombach Verlag, Freiburg 2014, ISBN 978-3-7930-5115-2
- mit Claudia Füßler: Das Krematorium auf dem Freiburger Hauptfriedhof 100 Jahre 1914–2014. Freiburg 2014.
- mit Guido Linke und Mirja Straub (Hrsg.): Baustelle Gotik – Das Freiburger Münster. Begleitbuch zur Ausstellung im Augustinermuseum Freiburg. 2. durchgearbeitete Auflage. Michael Imhof Verlag, Petersberg 2014, ISBN 978-3-86568-880-4.
- mit Robert Neisen und Tilmann von Stockhausen (Hrsg.): Nationalsozialismus in Freiburg, Begleitbuch zur Ausstellung im Augustinermuseum Freiburg, Michel Imhof Verlag Petersberg 2016, ISBN 978-3-7319-0362-8.
- mit Tilmann von Stockhausen (Hrsg.): Freiburg im Nationalsozialismus. (= Schriftenreihe der Badischen Heimat  12). Rombach Verlag, Freiburg 2017, ISBN 978-3-7930-5163-3
- Freiburg. Das Stadtbild am Vorabend der Zerstörung. Reihe Sutton Heimat, 2. Auflage, Sutton Verlag Erfurt, 2018, ISBN 978-3-95400-882-7.
- mit Bertram Jenisch und Hans Oelze (Hrsg.): freiburg.archäologie, Begleitbuch zu den Ausstellungen im Augustinermuseum, im Museum für Stadtgeschichte und im Archäologischen Museum Colombischlossle Freiburg, Michael Imhof Verlag, Petersberg 2019, ISBN 978-3-7319-0897-5.
- mit Dargleff Jahnke (Hrsg.): Gottlieb Theodor Hase. Freiburgs erster Fotograf, Begleitbuch zur Ausstellung im Haus der Graphischen Sammlung, Augustinermuseum Freiburg, Michael Imhof Verlag, Petersberg 2020, ISBN 978-3-7319-1022-0.
- Freiburg - Basel. Architektur und Kunst, Reclams Städteführer, Reclam Verlag, Ditzingen 2020, ISBN 978-3-15-019675-5.
- 900 Jahre Freiburg. Menschen/Plätze/Gebäude. Das offizielle Jubiläumsbuch der Stadt Freiburg, Promo Verlag, Freiburg 2020, ISBN 978-3-923288-81-6

Veröffentlichungen in der Badischen Zeitung
Peter Kalchthaler veröffentlicht regelmäßig Artikel zur Freiburger Geschichte in der Badischen Zeitung. Zusammen mit ausgewählten Beiträgen von Carola Schark, Joachim Scheck und Hans Sigmund publiziert in:
Peter Kalchthaler (Hrsg.): Wiedersehen. Das Freiburger Stadtbild im Wandel der Zeit. Rombach Verlag, Freiburg: Band 1, 2016 ISBN 978-3-7930-5150-3; Band 2, 2017 ISBN 978-3-7930-5162-6; Band 3, 2018 ISBN 978-3-7930-5179-4.
Auswahl:
- Der den Reichstag in den Breisgau berief, 11. Januar 2019
- Als die Stadt Freiburg ihr eigenes Geld druckte, 4. Januar 2019
- Die St.-Ottilien-Kapelle erinnert an die wundersame Heilung einer Blinden, 10. Dezember 2018
- So wurde St. Martin in Freiburg vom Kloster zur Pfarrkirche, 13. November 2018
- Wie das Heiliggeistspital zum Breuninger-Kaufhaus wurde, 30. Oktober 2018
- Der Turm des Freiburger Münsters hatte von Anfang an zahlreiche Fans, 12. Oktober 2018
- Türmer wachten über die Stadt und läuteten die Glocken, 11. Oktober 2018
- „Selbständige, eigenartige Schöpfung“, 17. September 2018
- Winnetou in Unterlinden, 6. August 2018
- Eine Skulptur am neuen Offizialat erinnert an die legendäre Segeltour des Heiligen Raimund, 5. Juni 2018
- Neuschöpfung jüngster Zeit, 28. Mai 2018
- Einst eine stille und schmale Straße, 3. April 2018
- Romantischer Winkel am Münsterplatz, 8. Januar 2018
- Wie „Auf der Zinnen“ zur Kasernenstraße wurde - und wieder seinen ursprünglichen Namen erhalten hat, 4. Dezember 2017
- So sah die Universitätsstraße vor dem Bombenangriff aus, 6. November 2017
- Gelehrsamkeit und Braukunst, 2. Oktober 2017
- Die Freiburger Eisenbahnstraße gibt es seit 1861, 27. August 2017
- So hat sich der Platz am Siegesdenkmal in den vergangenen 150 Jahren verändert, 24. Juli 2017
- Was sich an Oberlinden rund ums Augustinermuseum verändert hat, 17. Juli 2017
- So sah das Quartier vor dem Martinstor 1860 aus, 22. Mai 2017
- 1938 wurde St.Georgen eingemeindet – wegen der Albert-Leo-Schlageter-Kaserne,  24. April 2017
- In der Zeit der Reformation wird Freiburg Zufluchtsort für Katholiken, 3. April 2017
- So hat sich Freiburgs Kaiser-Joseph-Straße verändert, 13. März 2017
- Das Ende des Franziskanerplatzes, 13. Februar 2017